# بكالوريوس تجارة
بكالوريوس التجارة (BCom) (بالإنجليزية: Bachelor of Commerce)‏ عبارة عن درجة البكالوريوس لمدة ثلاث إلى أربع سنوات تختلف في كل دولة عن أخري في المدة وتقدمها الجامعات والمؤسسات في الدول، مثل مصر، نيوزيلاندا، وكندا، وكذلك في الدول الأوروبية مثل فرنسا وسويسرا. تُعرف التجارة بأنها البيئة الموجودة في بلد أو منطقة معينة والتي تؤثر على آفاق الأعمال التجارية في الاقتصاد، ويمكن أن تتأثر بجوانب أخرى مثل النظم القانونية، أو الاجتماعية، أو التكنولوجية، أو الثقافية، أو الإقتصادية أو السياسية في تلك المنطقة. تشمل بعض المجالات الرئيسية والتخصصات التي تلعب دورا في منهاج بكالوريوس التجارة: أخلاقيات الأعمال التجارية، ونظم المعلومات الإدارية، وريادة الأعمال التجارية، والمالية، والمحاسبة، والأعمال المصرفية، والتسويق، والدراسات التنظيمية، والموارد البشرية، والإحصاء، والضرائب وإدارة المخاطر، وغيرها.
تقدم الجامعات العامة والخاصة درجة البكالوريوس في التجارة في عدد من البلدان في جميع أنحاء العالم، وبالتالي من المتوقع أن تختلف الرسوم الدراسية بشكل كبير. بالمثل، يمكن للمناهج الدراسية أن تختلف أيضا اعتمادا على ما إذا الفترة الزمنية للبرامج ثلاث أو أربع سنوات، أو تعليم الطلاب قبل الجامعي، أو الكلية والمتطلبات الإضافية مثل التدريب الداخلي أو مشاريع الأطروحة الدراسية.

## بكالوريوس التجارة
تم تصميم درجة البكالوريوس في التجارة لتزويد الطلاب بمجموعة واسعة من المهارات الإدارية، مع بناء الكفاءة في مجال معين من الأعمال، تخطط معظم الجامعات لدرجة أنه بالإضافة إلى تخصصهم، يتعرض الطلاب لمبادئ العمل العامة، ويدرسون دورات في المحاسبة، والمالية، وإدارة الأعمال، والموارد البشرية، والتسويق، والاقتصاد ؛ تتطلب بعض البرامج أيضًا إحصاءات الأعمال والحساب وأنظمة المعلومات. حسب المؤسسة التعليمية، قد يتم أو لا يتم إنشاء التخصص الأكاديمي الرسمي. بغض النظر، تتطلب درجة البكالوريوس في التجارة من الطلاب أخذ غالبية دوراتهم في المواد المتعلقة بالأعمال، بما في ذلك جانبًا من بين أمور أخرى.

## تكريم بكالوريوس التجارة
شهادة البكالوريوس في التجارة يتكون من برنامج مدته أربع سنوات أو برنامج مدته سنة واحدة يتم الحصول عليه بعد الحصول على درجة البكالوريوس لمدة ثلاث سنوات.
تتطلب الدرجة إكمال دورات أكاديمية إضافية بمعايير أداء أكاديمي أعلى وقد تتطلب أيضًا مكونًا بحثيًا في أطروحة ؛ غالبًا ما يركز البرنامج الذي يستغرق عامًا واحدًا بشكل حصري على موضوع واحد.
غالبًا ما تكون درجة البكالوريوس مع مرتبة الشرف في التجارة بمثابة اختصار (أو متطلبات القبول) بين برنامج البكالوريوس وبرامج الدراسات العليا ، بما في ذلك ماجستير التجارة وماجستير في إدارة الأعمال ( شهادة الماجستير في إدارة الأعمال).

## مدة الدراسة
يستمر المنهج الدراسي عمومًا ثلاث سنة في أستراليا ونيوزيلندا والهند ومالطا وجنوب إفريقيا وبعض أجزاء من كندا وهونج كونج. يتطلب المنهج الدراسي أربع سنوات من الدراسة في جمهورية أيرلندا، مصر وغالبية كندا وغانا والفلبين وهولندا. في نيبال، يمكن أن تكون مدة الدراسة ثلاث سنوات.
في جنوب أفريقيا ونيوزيلندا وأستراليا وبعض الجامعات في الهند، تعتبر درجة (مع مرتبة الشرف) مؤهلًا إضافيًا للدراسات العليا، بينما في مالطا، لا تعتبر سنة دراسية إضافية مؤهلاً للدراسات العليا. في باكستان، تستمر عامين،
و شهادة بكالوريوس التجارة يستمر دراسته ثلاث سنوات، وثم بعد دراسة مدتها أربع سنوات يتم الحصول علي درجة بكالوريوس التجارة (مع مرتبة الشرف).

## تاريخه
تم تقديم شهادة بكالوريوس التجارة لأول مرة في جامعة برمنجهام . تأسست كلية التجارة بالجامعة على يد ويليام آشلي، وهو إنجليزي تخرج من جامعة أكسفورد ، وكان أول أستاذ في الاقتصاد السياسي والتاريخ الدستوري في كلية الآداب بجامعة تورنتو . غادر آشلي جامعة تورنتو في عام 1892 ، وأمضى بضع سنوات في جامعة هارفارد ، ثم عاد إلى إنجلترا إلى جامعة برمنغهام الجديدة حيث أسس كلية التجارة. بدأت آشلي البرنامج الذي كان رائدا لكثير من B.Com. برامج درجة في جميع أنحاء الإمبراطورية البريطانية .
قسم الاقتصاديون في القرن الثامن عشر الاقتصاد الإنجليزي إلى ثلاثة قطاعات: الزراعة والتصنيع والتجارة. وشملت التجارة نقل وتسويق وتمويل البضائع. تضمن برنامج برمنغهام في التجارة الجغرافيا الاقتصادية، والتاريخ الاقتصادي، والاقتصاد العام، واللغات الحديثة، والمحاسبة.